# Польско-сербские отношения
Польско-сербские отношения — двусторонние международные отношения между Польшей и Сербией. Дипломатические отношения между двумя государствами поддерживаются с 1919 года, когда Польша и Королевство сербов, хорватов и словенцев установили их в 1919 году.

## Средневековье

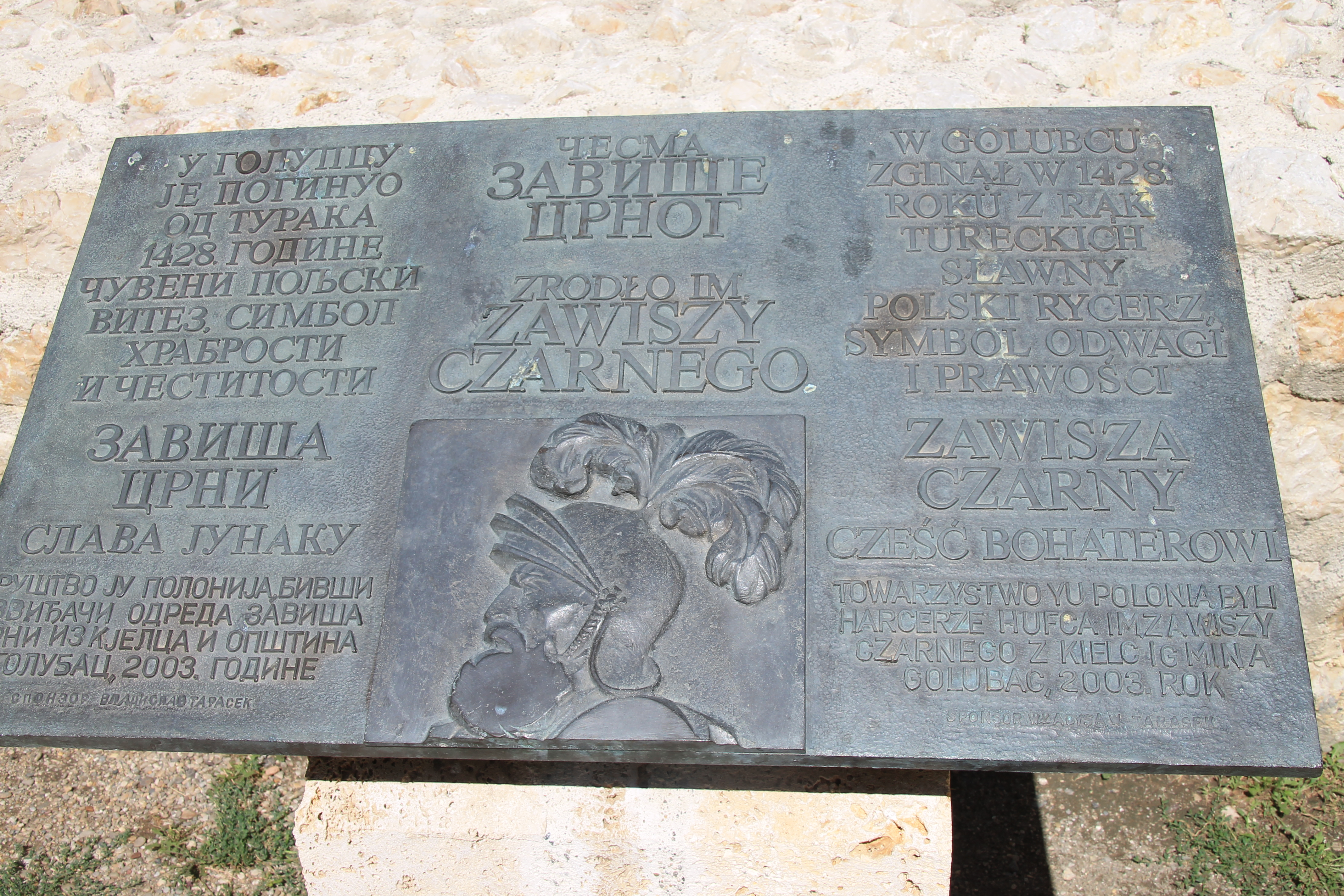
Мемориальная доска Завише Чарному в Голубацкой крепости в Сербии

Королева Польши Ядвига имела сербские корни, будучи потомком короля Сербии Стефана Драгутина из династии Неманичей .Сербские скрипачи (гуслеры) упоминаются при дворе польского короля Ягайло в 1415 году.
Польский рыцарь Завиша Черный, присоединившийся к войне венгерско-чешского короля Сигизмунда против османов, пал в крепости Голубац в восточной Сербии в 1428 году; в его честь на крепости установлена мемориальная доска. Венгерский полководец Янош Хуньяди возглавил длительную кампанию против османов в 1443-44 годах в сопровождении польского короля Владислава III, сербского деспота Журага Бранковича, валашского воеводы Влада II Дракула и польского контингента. Они прошли по всей Сербии и нанесли поражение османам в Нише.
Польские гусары произошли от наёмных отрядов сербских воинов-изгнанников. Сама концепция данного вида кавалерии возникла в Сербии ещё в конце XIV века. Самое ранее упоминание о гусарах в польских документах датируется 1500 годом, хотя, вероятно, они существовали и раньше.

## Новое и новейшее время
После османского завоевания Сербии сербские гуслеры искали убежище по всей Европе, как упоминается в источниках, в том числе и в Польше. Польские поэты XVII века упоминали в своих произведениях сербский эпос и гусле. В стихотворении, опубликованном в 1612 году, Каспер Мясковский писал, что «сербские гусле и гайды захлестнут жирный вторник» (Serbskie skrzypki i dudy ostatek zagluszą) В идиллии под названием Śpiewacy, опубликованной в 1663 году, Юзеф Бартоломей Зимирович использовал фразу «петь сербским гуслям» (przy Serbskich gęślach śpiewać).

### XIX век
После Ноябрьского восстания (1830—1831) многие польские революционеры бежали в Сербию. Именно поляк Адам Чарторыйский инициировал проект «Начертание» (предшественник Великой Сербии).
Польский поэт Адам Мицкевич (1798—1855) высоко ценил сербскую эпическую поэзию и выбрал её в качестве темы лекций в Коллеж де Франс.
Сербы и поляки вместе в панславянские организации «Сокол» вместе с другими славянскими народами.

### Первая мировая война
В марте 1919 года сербские, французские, польские и греческие союзные войска высадились в Одессе. Ранней осенью 1918 года в сообщении союзников говорилось, что сербы и поляки в районе от Урала до Волги рекрутировались на службу французскими военными офицерами. В 1918 году сербы и поляки вместе с китайцами вошли в состав «Офицерского корпуса» — подразделения русского консула в Харбине.

### Вторая мировая война
Сербы и поляки были одними из главных жертв военных преступлений нацистской Германии в Европе среди славян. Нацистская Германия считала всех поляков и сербов унтерменшами, или «недочеловеками». Многие этнические поляки и сербы погибли в концентрационных лагерях. Поляки тоже сражались в отрядах югославских партизан после капитуляции Польши. Движение югославских партизан часто сравнивали с Польским подпольным государством и Польским движением сопротивления, которое было крупнейшим антинацистским партизанским движением во всей оккупированной немцами Европе. Этнические сербские военнопленные были среди военнопленных союзников, содержавшихся в немецких лагерях для военнопленных, действовавших в оккупированной Польше.
В горах Сербии в 1942—1943 годах находились три польские роты, приданные корпусу четников. «Правила войны четников» были сначала опубликованы на польском языке, а затем переведены на сербский язык.
1 июня 1944 года британцы создали Балканские ВВС. В его составе были в основном британские, но также итальянские, югославские и польские эскадрильи.

### 2022
В 2022 году в Сербию из Польши поступило большое количество террористических угроз, направленных против школ, больниц, общежитий, музеев, стадионов, посольств, торговых центров, гидротехнических сооружений, самолетов и многих других объектов. Президент Сербии заявил, что в этом замешаны спецслужбы одной страны ЕС. Польская сторона не пыталась поймать виновных. Двое граждан Польши были арестованы за видеосъемку сербского оружейного завода «Слобода» .

## Политика
15 апреля 2010 года в Сербии было объявлено днем национального траура в память о 96 жертвах авиакатастрофы под Смоленском, в том числе о президента Польши Лехе Качиньском и его супруге Марии Качиньской.
В ноябре 2021 года Польша передала Сербии 200 000 вакцин от COVID-19.

### Косово

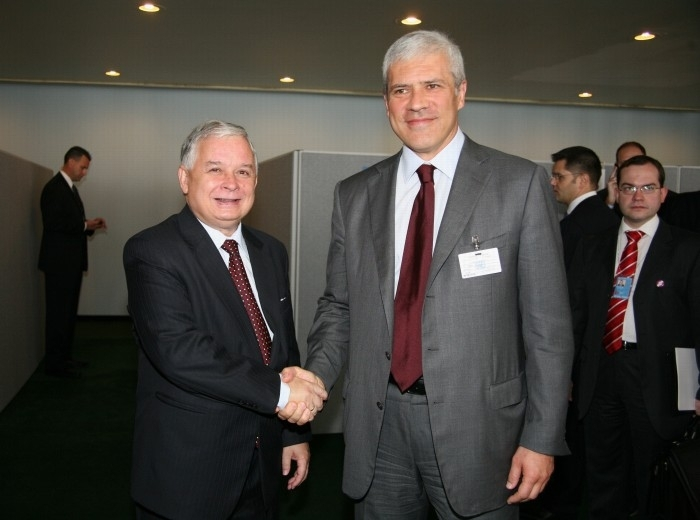
Встреча Бориса Тадича с Лехом Качиньским на 63-й сессии Генеральной Ассамблеи ООН в сентябре 2008 года

Мнение поляков о вмешательстве НАТО в Союзную Республику Югославию во время войны в Косово (1998-99) было неоднозначным: 37 % выступали за участие, а 43 % были против. Правительство приняло решение в пользу развёртывания операции под руководством НАТО по прекращению огня в конфликте. Во время бомбардировок НАТО Югославии в мае 1999 года опрос показал, что 51 % считают атаки НАТО оправданными, а 26 % ― нет.
Косово объявило о своей независимости от Сербии 17 февраля 2008 года, а Польша признала его независимость 26 февраля 2008 года. Польша была первой славянской страной, сделавшей это.
В сентябре 2008 года президент Польши Лех Качиньский заявил, что первопричиной войны в Грузии 2008 года была не грузинская операция, а признание независимости Косово и что он будет блокировать попытки установления дипломатических отношений Польши с Косово на уровне послов; его правительство так и не утвердило кандидатуру посла в Приштине.
Признание независимости косовских албанцев подверглось критике в Польше. Десятки протестов и демонстраций были организованы различными группами в Польше в поддержку сербского дела в Косово, в некоторых из которых приняли участие от 1500 до 2000 человек. Организация под названием «Поляки за сербское Косово» была создана для обеспечения и поддержки сербов в Косово. Кроме того, Польша является членом ЕС, а Сербия является кандидатом в члены ЕС.

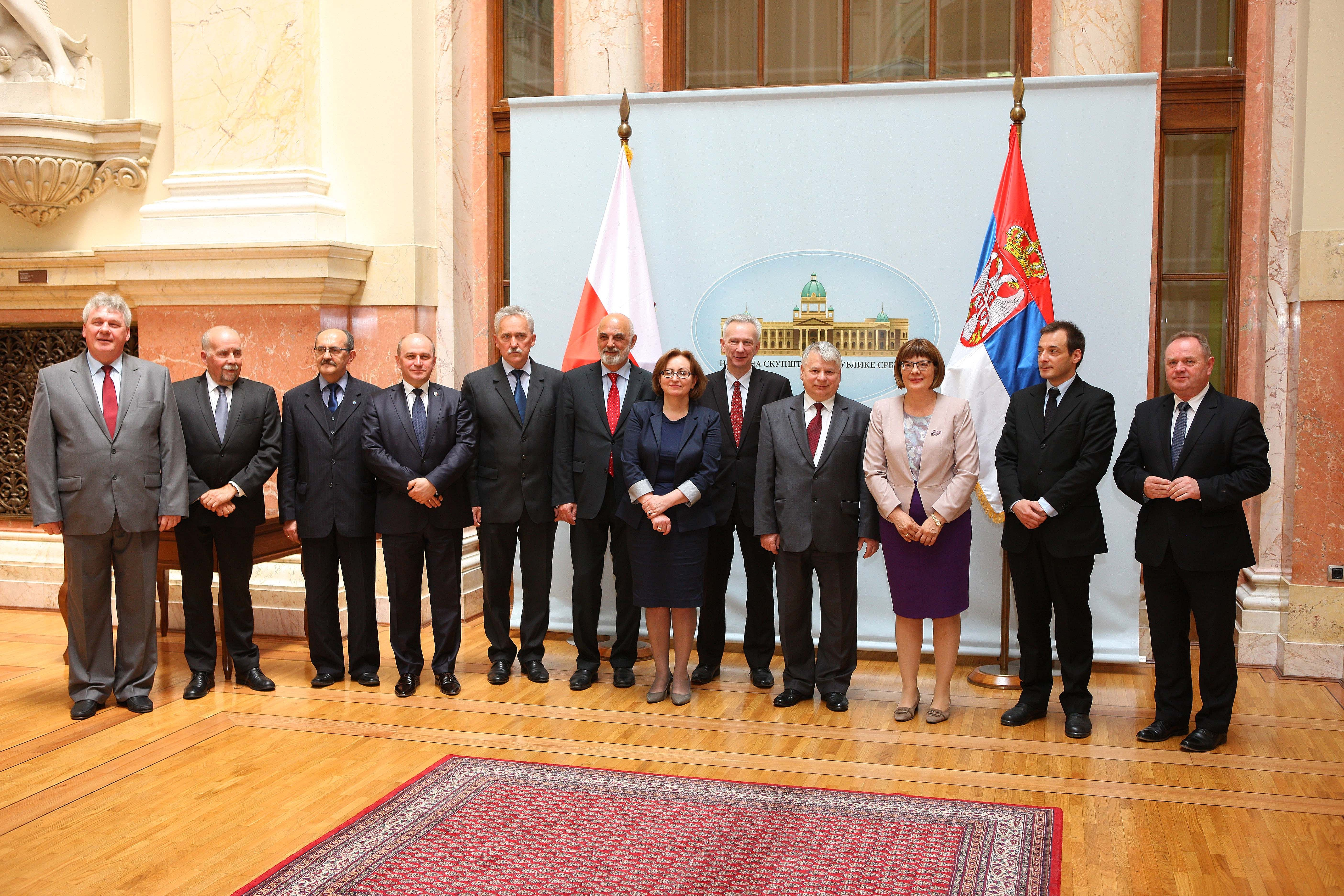
Встреча делегации Сената Польши с Майей Гойкович в Национальном собрании Сербии в 2014 году

#### Миротворчество
По состоянию на июль 2009 года, 274 военнослужащих служили в Косово в качестве миротворцев в KFOR под руководством НАТО. Первоначально в KFOR входило 800 польских военнослужащих.

## Культурные связи
Польский и сербский языки, (западная и южная ветви соответственно), родственны, но не взаимнопонятны.
Из-за огромной популярности югославской рок-сцены в Польше в 1970-х и 1980-х годах многие югославские артисты гастролировали по Польше. Električni orgazam записали концертный альбом под названием Warszawa «'81'» в поддержку протеста против Войцеха Ярузельского. Эти связи в 1980-х годах привели к тому, что в Польше были выпущены альбомы на основе каверов популярных сербских и югославских рок-групп с альбомами Yugoton и Yugopolis, посвященными таким артистам, как Bajaga i Instruktori, Idoli и Električni orgazam.
Альбом Kayah i Bregović польского певца и автора песен Kayah и сербского музыканта Горана Бреговича стал бестселлером после его выпуска в 1999 году.

## Поляки в Сербии
Имеются свидетельства об участии польских офицеров в Первом сербском восстании (1804―1813 гг.). Во второй половине XIX века, особенно после подавления Январского восстания в Польше (1864), в Сербию прибыло около 20 польских врачей, большинство из которых осели и внесли большой вклад в развитие медицинской культуры в обновленной Сербское государство. Лига Югославии-Польши (Liga Jugoslavija-Poljska) действовала в межвоенный период, организация имела своей целью имела развитие экономического и культурного сотрудничества с Польшей. Лига не была диаспорской организацией, хотя собирала в своих рядах небольшое количество югославских поляков. Члены Лиги помогали польским солдатам и мирным жителям, которые осенью 1939 года бежали из Румынии через Югославию на Запад. Сразу после Второй мировой войны в Сербию прибыло несколько десятков польских женщин со своими мужьями-сербами; они познакомились на принудительных работах и в концентрационных лагерях в Германии. Большую часть Полонии (польской диаспоры) в Сербии составляют женщины, вышедшие замуж в Югославии в 1960-х и 70-х годах. Во время югославских войн, когда распалась Югославия, многие поляки и их семьи либо вернулись в Польшу, либо эмигрировали на Запад. По данным посольства Республики Польша в Сербии, в Сербии проживает около 1000 польских граждан. Это лица, родившиеся в Польше, а также их потомки от смешанных браков. Помимо Белграда, большее их количество живёт в Нише, Нови-Саде, Кралево, Врнячка-Баня и Суботице . Единственная община, считающаяся староседеоци («коренными»), ― это община, населяющая Остоичево на севере Сербии, переселившаяся сюда в середине XIX века из Вислы.

## Постоянные дипломатические миссии
- Польша имеет посольство в Белграде.
- Сербия имеет посольство в Варшаве.

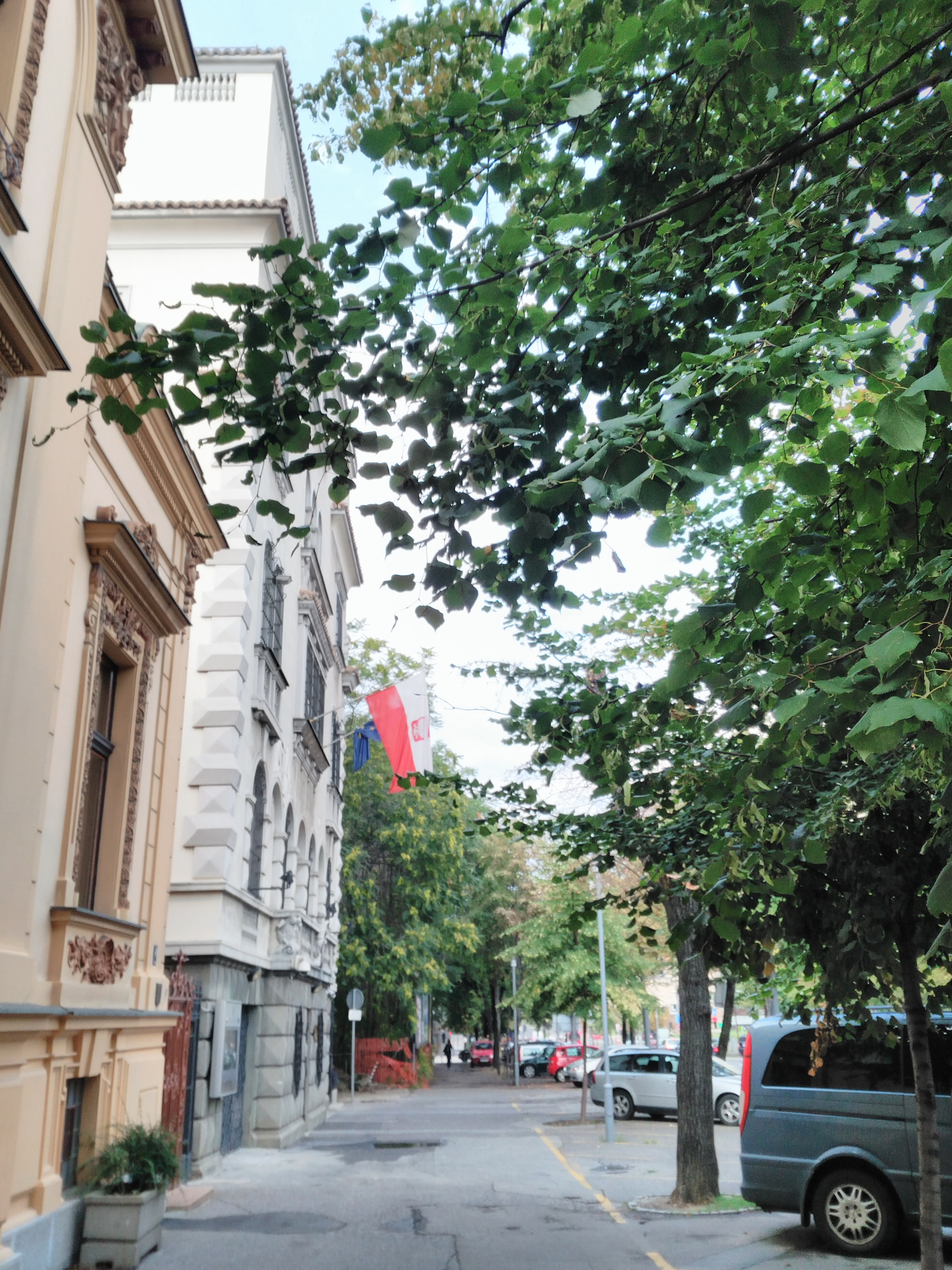
Посольство Польши в Белграде
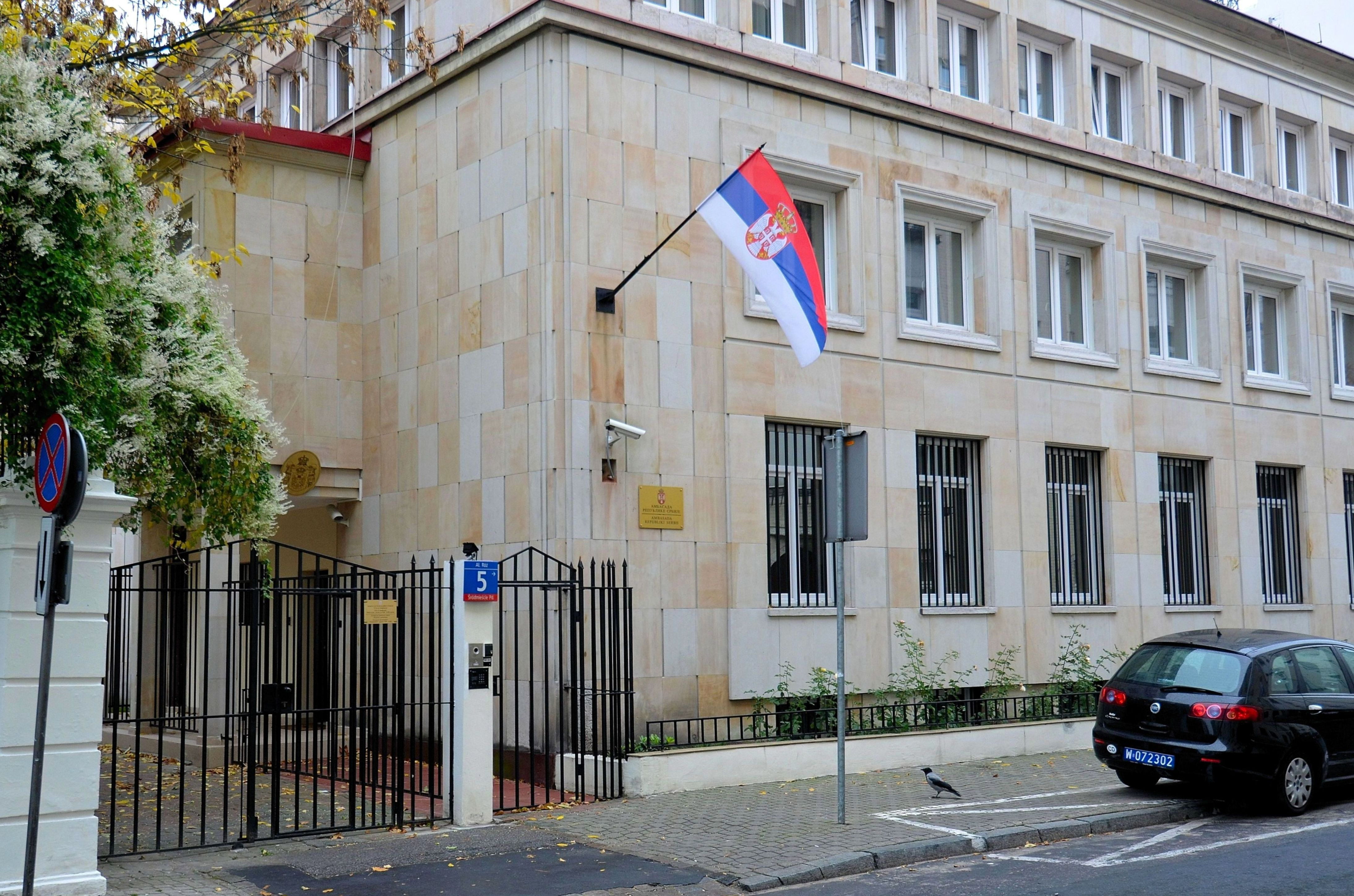
Посольство Сербии в Варшаве